# Sacramento (Nowy Meksyk)
Sacramento – jednostka osadnicza w Stanach Zjednoczonych, w stanie Nowy Meksyk, w hrabstwie Otero.